# 知本泓泉溫泉渡假村地熱發電廠
知本泓泉溫泉渡假村地熱發電廠位於臺灣臺東縣卑南鄉知本溫泉區內，由「泓泉溫泉渡假村」與「開山安葆能源服務公司」共同營運，為臺灣第一座取得與台灣電力公司之地熱購售電合約的民營發電廠，總裝置容量30kW，年發電量9.6萬度，每年二氧化碳減碳量為51公噸。

## 沿革
知本泓泉溫泉渡假村為1980年代臺東知本溫泉區三大溫泉飯店之一，1982年11月臺灣中油於泓泉渡假村園區內鑿設地熱井，並於1983年1月26日完成鑿井，總鑿深1,460公尺，井口溫度達攝氏135度，井管口徑8.5英寸，每日溫泉出水量有400公噸，溫泉酸鹼值為8.71(弱鹼性)，屬於鹼性碳酸氫钠泉，噴泉高度可達8層樓之高。
該地熱井被命名為「知本一號井」，臺灣中油後續評估該井發展地熱發電之效益不佳，乃放棄繼續開發交給「泓泉溫泉渡假村」，作為提供飯店溫泉池之水源。
2008年起知本溫泉區之發展達到顛峰，「泓泉溫泉度假村」認為地熱井水溫高達攝氏130度以上，還須先行加入冷水降溫後才能供應到溫泉池內，故認為其中應可再發揮降溫的額外效益，遂聯繫「開山安葆能源服務公司」，經雙方長期溝通磋商，於2015年正式簽訂合約，由「泓泉溫泉度假村」提供土地及地熱資源，「開山安葆能源服務公司」提供地熱發電技術與安裝等，後續商轉後的發電效益則由雙方共享。
自2015年「泓泉溫泉度假村地熱發電」計畫啟動後，經歷三年籌備及設備安裝等程序，於2018年3月通過經濟部能源局再生能源所有申請程序，獲得再生能源設備登記證，並於同年8月與台灣電力公司正式簽署地熱發電購售電合約，成為臺灣第一間簽署地熱購售電合約的民營地熱發電廠。

## 設備
知本泓泉溫泉渡假村地熱發電設備由「開山安葆能源服務公司」設計安裝，在不影響飯店溫泉供應的前提下，將攝氏110度、每秒流量4噸的溫泉水經地熱發電後降溫至攝氏70度，發電入流水壓每平方公分3公斤，發電尾水水壓每平方公分2公斤，總裝置容量30kW，淨發電量20kW，年發電量9.6萬度。

### 發電機組
| 發電機型號                                  | 地熱發電類型   | 機組數量 | 裝置容量（kW） | 商轉日期  | 狀態   |
| ------------------------------------------- | -------------- | -------- | -------------- | --------- | ------ |
| 中华人民共和国開山安葆製KE-30螺桿膨脹發電機 | 有機朗肯雙循環 | 1        | 30             | 2018年8月 | 商轉中 |

## 圖集

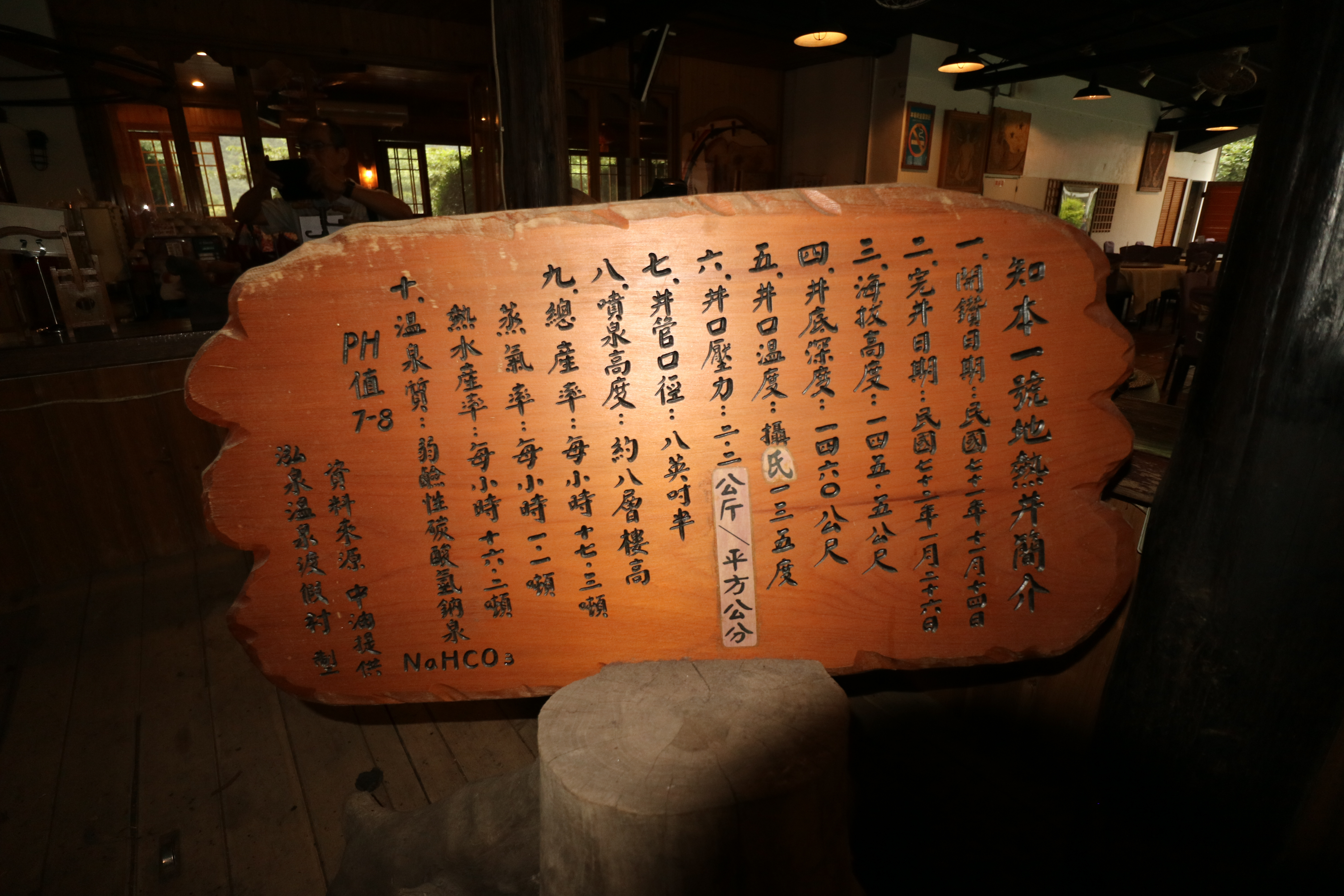
知本地熱一號井說明板。
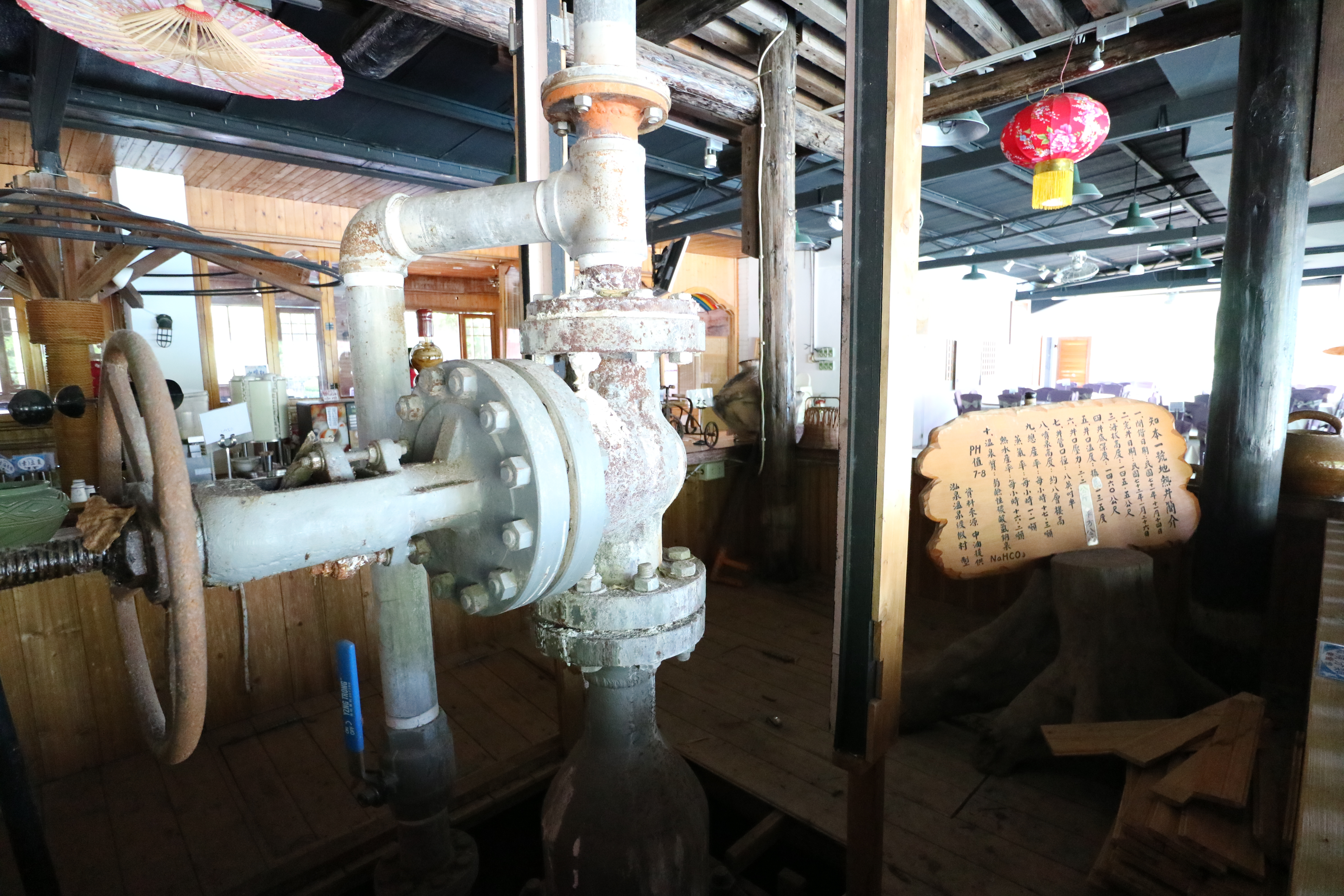
知本地熱一號井外觀。

## 資料來源
1. 1 2 3  . 經濟部工業局.   [2019-01-22]. （原始内容存档于2019-01-22） （中文（臺灣））.
2. 1 2 3  謝宇程. . 經濟部能源局. 2018-12-13  [2019-01-22]. （原始内容存档于2019-01-23） （中文（臺灣））.
3. 1 2  張貽斐. . 科技大觀園. 2018-04-20  [2019-01-22]. （原始内容存档于2020-08-12） （中文（臺灣））.
4. ↑  . 泓泉溫泉度假村.   [2019-01-22]. （原始内容存档于2019-01-23） （中文（臺灣））.
5. ↑  . 臺灣綠色和平組織. 2018-09-20  [2019-01-22]. （原始内容存档于2018-11-29） （中文（臺灣））.
6. ↑  . 浙江开山压缩机股份有限公司.   [2019-01-22]. （原始内容存档于2019-01-22） （中文（中国大陆））.